# Sepulcre de Juan de Vargas
El Sepulcre de Juan de Vargas és una escultura. Actualment forma part de la col·lecció permanent del Museu Frederic Marès.

## Descripció
Ens trobem davant d'una obra d'estil renaixentista esculpida en alabastre, material dúctil que permet un treball delicat i un acabat brillant. La figura jacent correspon a Juan de Vargas, mort el 1525 i enterrat en el convent de Santa Isabel d'Alba de Tormes, a Salamanca. El personatge l'identifiquem gràcies a l'epígraf que hi ha gravat a la part superior de la caixa. Originalment estava arrecerat sota d'un arcosoli guarnit amb heràldica i motius ornamentals vegetals i amb pintures sobre taules en el fons.
El difunt és jove i les seves faccions formoses manifesten un gust naturalista. Té un cap ben modelat que possiblement tingui el caràcter de retrat. Va vestit amb armadura pròpia d'un cavaller de principis del segle xvi. Als peus s'hi ha esculpit un gos, símbol de la fidelitat, que s'encarrega de vigilar el repòs del seu amo. A la banda frontal del sepulcre hi ha representat l'emblema heràldic de la família flanquejat per motius vegetals. Destaca a mà esquerra la papaver somniferum o flor de l'opi, símbol funerari de tradició clàssica.
Juan de Vargas pertanyia a una de les famílies de nobles que van ser precisament les que van promoure aquesta mena d'escultura funerària per deixar un record de la importància dels seus llinatges.
La inscripció en el llistó a la dreta del marc de la caixa ha estat interpretada com la del possible autor del sarcòfag, un escultor desconegut fins avui dia anomenat Ruiz.